# Poutre à treillis

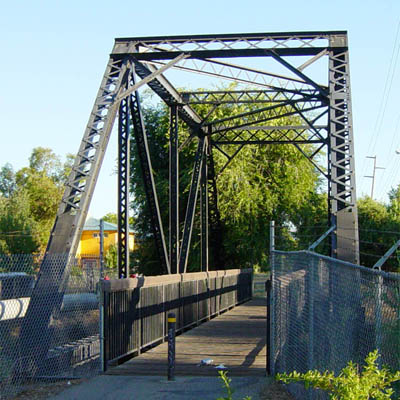
Une structure en treillis dans un pont du Southern Pacific Railroad en Californie

Une poutre à treillis ou poutre triangulée est une structure composée de trois membrures ou plus reliées par des éléments structurels transversaux et/ou diagonaux.

## Application
Les poutre à treillis sont couramment utilisées dans certains types de fuselages d'Aéronefs, de pylônes électriques, de grandes antennes radio et de nombreuses structures de ponts (Pour les différents arrangements de fermes utilisés, voir pont en treillis).
En utilisant des panneaux en fait rigides dans une disposition cylindrique, la structure résultante peut avoir une résistance élevée en torsion axiale (torsion le long de son axe long) et une résistance plus élevée au flambage sur ses côtés fortement chargés.
Lorsqu'elle est finie comme une structure ouverte, la poutre sera moins sujette à la traînée du vent et aux effets aéroélastiques qu'une structure complètement fermée.

Poutre à treillis
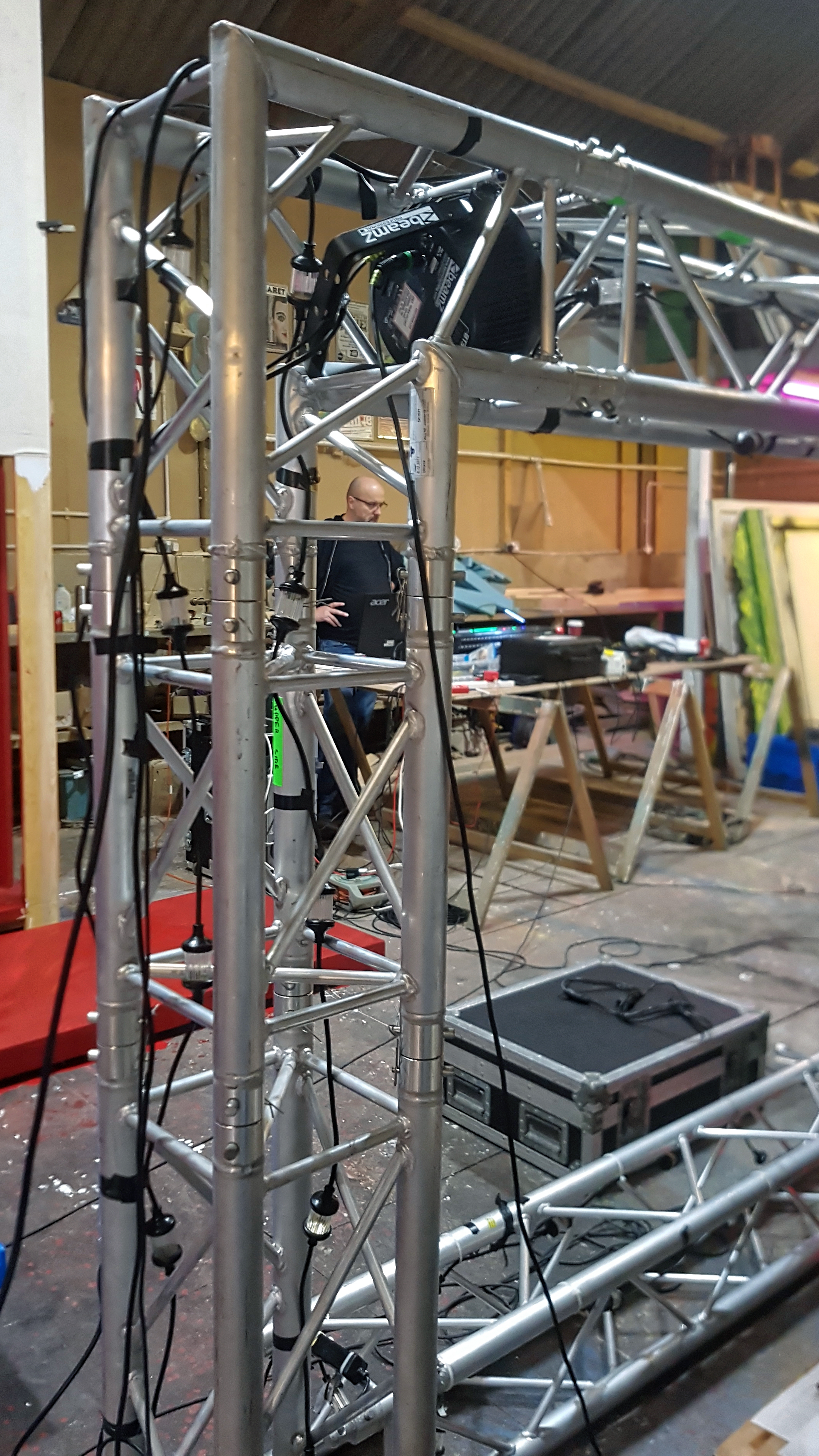
Poutre à treillis